# 华贵栉孔扇贝
，是海扇蛤科的一种。舊屬锦海扇蛤属，今屬類櫛孔扇貝屬。

## 形態特徵
本物種的一大特色是其鮮豔及豐富的色彩。

## 分佈
主要分布于南海、韩国、中国大陆、台湾，常栖息在百米左右浅海底、潮下带至147米、以水深20米密度最大，岩石、碎石、砂质泥底、自低潮线附近至369米的海底都有分布。

## 外部連結
- 維基物種上的相關：华贵栉孔扇贝